# Niangua (Missouri)
Niangua est une ville du comté de Webster, dans le Missouri, aux États-Unis,. Située au nord du comté, elle est baptisée en référence à la rivière Niangua et incorporée en 1964. La première communauté remonte à avant la guerre de Sécession (1861-1865).

## Démographie
Lors du recensement de 2010, la ville comptait une population de 405 habitants. Elle est estimée, en 2016, à 418 habitants.

### Source de la traduction
- (en) Cet article est partiellement ou en totalité issu de l’article de Wikipédia en anglais intitulé « Niangua, Missouri » (voir la liste des auteurs).